# Joseph-Émile Perron
Pour les articles homonymes, voir Renault.
Joseph-Émile Perron (Sacré-Cœur-de-Jésus, Canada, 26 octobre 1893 - Montréal, Canada, 19 décembre 1979) est un homme politique québécois. Il a été le député de la circonscription de Beauce pour l'Union nationale de 1937 à 1939.